# Sosnovka (ort i Kirgizistan)
Sosnovka är en ort i Kirgizistan.   Den ligger i oblastet Tjüj Oblusu, i den nordvästra delen av landet, 60 km väster om huvudstaden Bisjkek. Sosnovka ligger 1 208 meter över havet och antalet invånare är 5 885.
Terrängen runt Sosnovka är varierad. Runt Sosnovka är det ganska glesbefolkat, med 34 invånare per kvadratkilometer. Sosnovka är det största samhället i trakten. Trakten runt Sosnovka består i huvudsak av gräsmarker.